# Agniolophia schurmanni
Agniolophia schurmanni är en skalbaggsart som beskrevs av Stefan von Breuning 1983. Agniolophia schurmanni ingår i släktet Agniolophia och familjen långhorningar. Inga underarter finns listade i Catalogue of Life.